# مهاجر ۴
مهاجر ۴ که با نام هدهد نیز شناخته می‌شود یک پهپاد شناسایی و رزمی از خانوادهٔ پهپادهای مهاجر است که در اوایل دههٔ ۱۳۸۰ وارد خدمت شد. مهاجر ۴ ساخت صنایع هوایی قدس وابسته به سازمان صنایع هوایی وزارت دفاع بوده و از جمله پرشمارترین پهپادهای شناسایی ایران به‌شمار می‌رود. برخی ویژگی‌های پهپاد مهاجر ۴ سبب افزایش کارایی و ارزش عملیاتی آن نسبت به مهاجر ۳ شده که منجر به به‌کارگیری بیشتر آن در یگان‌های مختلف سپاه پاسداران و همچنین ارتش شده‌است. این پهپاد برای مراقبت هوایی و شناسایی اهداف تا فاصلهٔ ۱۵۰ کیلومتری طراحی شده‌است و توانایی فیلمبرداری و عکسبردای هوایی، ارسال تصاویر ویدئویی به صورت زنده و امکان ضبط تصاویر در ایستگاه کنترل زمینی و ارسال دائم اطلاعات پروازی را دارد. بدنهٔ مهاجر ۴ در قیاس با نمونه‌های قبلی از حالت مدور به حالت مکعبی نزدیک‌تر شده‌است. همچنین به جای استفاده از طرح بال بالا در مهاجر ۲ و ۳ در مهاجر ۴ از طرح بال پایین استفاده شده‌است که موجب کاهش سطح مقطع راداری و بهبود عملکرد پروازی شده‌است. ارابهٔ فرود این پرنده فاقد چرخ بوده و در واقع چیزی بین اسکید و ارابهٔ فرود معمولی است که ضمن داشتن برخی مزایای نمونهٔ چرخ‌دار، از وزن کمتری برخوردار است.
مهاجر ۴ در نسخه‌های مختلفی با نام‌های مهاجر ۴بی، صادق و شاهین نیز توسعه پیدا کرده‌است که به‌طور خاص برای اهدافی مانند تصویربرداری هوایی و فتوگرامتری و همچنین شلیک موشک‌های هوابه‌سطح و هوابه‌هوا استفاده می‌شوند.

## کاربران
در ایران یگان‌های مختلفی از نیروهای مسلح از جمله نیروی دریایی سپاه و نیروی زمینی ارتش کاربران مهاجر ۴ هستند. علاوه بر آن پلیس راهور نیز برای نظارت جاده‌ای از این پهپاد استفاده می‌کند.
سوریه نیز از جمله کاربران خارجی مهاجر ۴ است که برای رصد و شناسایی گروه‌های معارض از نسخهٔ شناسایی آن استفاده می‌کند. همچنین حزب‌الله لبنان نیز سابقهٔ به پرواز درآوردن گونه‌ای از پهپاد به عنوان مرصاد ۱ را بر فراز شمال اسرائیل دارد که کارشناسان معتقد هستند همان مهاجر ۴ ساخت ایران است.

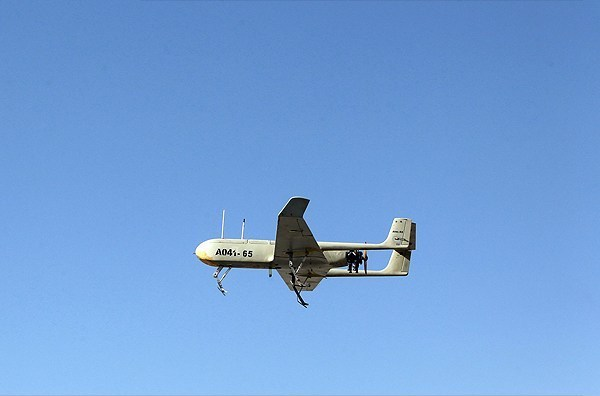
مهاجر ۴ در حال پرواز

## پیشینهٔ عملیاتی

### تصویربرداری از ناوگروه ایالات متحده
در ۲۷ تیر ۱۳۹۸ دونالد ترامپ اعلام کرد ناو جنگی یواس‌اس باکسر آمریکا یک پهپاد ایرانی را که به هزار متری آن نزدیک شده بود را سرنگون کرده‌است. این اتفاق پس از آن افتاد که حدود یک ماه قبل، سپاه پاسداران موفق به ساقط کردن پهپاد آمریکایی گلوبال هاوک شده بود. در واکنش به این ادعای ترامپ سخنگوی نیروهای مسلح ایران با تکذیب سرنگونی پهپاد ایرانی اعلام کرد تمام پهپادهای ما سالم هستند. همچنین عباس عراقچی نیز در واکنش به این ادعای ترامپ در توییتی بیان کرد که ما هیچ‌کدام از پهپادهای خود را در تنگهٔ هرمز یا هیچ جای دیگر از دست نداده‌ایم. نگرانم که ناو یواس‌اس باکسر پهپاد خودشان را اشتباهی سرنگون کرده باشد.
در تاریخ ۲۸ تیر ۱۳۹۸ سپاه پاسداران انقلاب اسلامی تصاویر ضبط‌شدهٔ دوربین پهپاد از ناوگروه ایالات متحده از جمله ناو یواس‌اس باکسر را منتشر کرد که با توجه به ارابهٔ فرود پهپاد کارشناسان اعلام کردند این عملیات توسط پهپاد مهاجر ۴ انجام شده‌است.